# Балластный Карьер (Алтайский край)
Балластный Карьер — посёлок в Алтайском крае России. Входит в городской округ город Славгород.

## География
Расположен на северо-западе края в центральной части Кулундинской равнины, вблизи станции Красный Дол на Западно-Алтайском ходу Западно-Сибирской железной дороги.
Климат
резко континентальный. Средняя температура января −18,9 °C, июля +20,8 °C. Количество атмосферных осадков — 250—290 мм. 

## История
Именование Балластный Карьер получил в 2009 году.

## Население
| 2010 | 2011 | 2012 | 2013 |
| ---- | ---- | ---- | ---- |
| 143  | ↘140 | ↗143 | ↘140 |

## Инфраструктура
Путевое хозяйство Западно-Сибирской железной дороги.
Социальные услуги жители получают в ближайших населённых пунктах.

## Транспорт
Посёлок при станции доступен автомобильным и железнодорожным транспортом. На северной окраине посёлка станция Красный Дол, восточную и южную окраину огибает автодорога регионального значения «Змеиногорск — Рубцовск — Волчиха — Михайловское — Кулунда — Бурла — граница Новосибирской области» (идентификационный номер 01 ОП РЗ 01К-03). 